# Sébastien Combot
Pour les articles homonymes, voir Combot.
Sébastien Combot (né le 9 février 1987 à Landerneau)  est un kayakiste français licencié au club de Lannion. Il s'entraîne au pôle fédéral  de Toulouse. Il représentera la France aux JO de Rio 2016, grâce à sa qualification obtenu le 9 avril 2016 aux championnats de France Élite sur le bassin de Pau, après avoir battu Boris Neveu avec 0,06s lors de la 3e manche. 

## Biographie
Il a commencé le kayak à la suite de la découverte du stade d'eaux-vives de Lannion. Il avait neuf ans. Entrainé par Nicolas Carduner du Lannion Canoë Kayak, il s'est très vite révélé comme la nouvelle génération s'orientant vers le haut niveau, comme l'ont été ses pairs, les C2 Le Friec-Le Lann, Potin-Lanchec ou plus récemment Le Pennec-Quémérais.  
Pour sa quatrième participation seulement à une grand compétition internationale, il obtient le titre de champion du monde dans une discipline très dense en France. La France possède ainsi le champion olympique en titre Benoît Peschier, le champion du monde 2006, Julien Billaut, ainsi que le double champion du monde et médaille de bronze olympique Fabien Lefèvre. Cette victoire offre du même coup un quota olympique pour cette discipline à l'Équipe de France. C'est Fabien Lefèvre qui défendra les couleurs de l'équipe de France aux jeux Olympiques de 2008 de Pékin, qualification obtenue lors sélections françaises obtenues à Seu d'Urgell.

## Palmarès

### Championnats du monde de slalom
- Championnats du monde 2014 à Deep Creek,  États-Unis
  -  Médaille d'or par équipe avec Boris Neveu et Mathieu Biazizzo
  -  Médaille d'argent en individuel
- Championnats du monde 2007 à Foz do Iguaçu,  Brésil
  -  Médaille d'or en individuel
  -  Médaille d'argent par équipe avec Julien Billaut et Pierre Bourliaud

### Championnats d'Europe de canoë-kayak slalom
- Championnats d'Europe de slalom 2017 à Tacen,  Slovénie
  -  Médaille d'argent en K1 slalom par équipes
- Championnats d'Europe de slalom 2016 à Liptovský Mikuláš,  Slovaquie
  -  Médaille d'argent en K1 slalom par équipes
- Championnats d'Europe Junior 2005 à Cracovie  Pologne
  -  Médaille de bronze